# Oxid železnatý
Oxid železnatý je jedním z oxidů železa. Tento oxid má černou barvu, vyskytuje se v podobě prášku s chemickým vzorcem FeO. Skládá se ze železa v oxidačním čísle 2, které je vázáno na kyslík. Jeho nerostná podoba je známa jako wüstit. Oxid železnatý představuje jeden příklad nestechiometrické sloučeniny a koeficienty železa a kyslíku se mohou měnit a tvořit krystalické tvary.
Oxid železnatý je také obsažen v pigmentu. FDA (Food and Drug Administration) schválil používání tohoto oxidu pro kosmetiku a někdy je také používán do tetovacích inkoustů.

## Příprava
Oxid železnatý vzniká tepelným rozkladem šťavelanu železnatého:
FeC2O4 → FeO + CO2 + CO
Tepelný rozklad probíhá v inertní atmosféře, jinak vzniká oxid železitý. Podobný postup lze použít i pro syntézu oxidu manganatého a oxidu cínatého.

## Reakce
FeO je stabilní jen při teplotách nad 575 °C, za nižších teplot disproporcionuje na oxid železnato-železitý a kovové železo:
4 FeO → Fe3O4 + Fe